# Arhopala cidona
Arhopala cidona är en fjärilsart som beskrevs av Hans Fruhstorfer 1934. Arhopala cidona ingår i släktet Arhopala och familjen juvelvingar. Inga underarter finns listade i Catalogue of Life.